# 山崎一門
山崎一門（やまざきいちもん）は、ライツキューブが販売するオリジナルビデオ『日本統一』シリーズに登場する侠和会系の派閥。構成員の演者は、北代高士、舘昌美、勝矢、中澤達也、本田広登、川﨑健太、小手山雅、岸田タツヤ、喜矢武豊からなる。2022年9月21日、キングレコードより山崎一門としてCDシングル「男の貧乏くじ」をリリースし歌手デビューした。2022年9月23日より、山崎一門主演映画『劇場版 山崎一門〜日本統一〜』を全国の映画館にて順次公開。山崎一門関係のイベントや舞台挨拶では構成員の1人が司会を務めることがある。

## 山崎一門 構成員
- 三代目侠和会直参 四代目山崎組組長 坂口丈治：北代高士
- 三代目侠和会幹部 四国ブロック長 中島組組長 中島勇気：舘昌美
- 四代目龍征会会長 斎藤浩樹：勝矢
- 三代目侠和会直参 四代目藤代組組長 川上章介：中澤達也
- 三代目侠和会四代目山崎組若頭補佐 謙勇会会長 石沢勇将：本田広登
- 三代目侠和会四代目山崎組謙勇会理事長 山村義明：川﨑健太
- 三代目侠和会三代目川谷組若頭 悠成会会長 大成虎雄：小手山雅
- 三代目侠和会四代目藤代組組員 宇垣竜次：岸田タツヤ
- 三代目侠和会三代目川谷組悠成会若頭 翁長照邦：喜矢武豊

## 作品
本編
- 日本統一[3]

スピンオフ
- 日本統一外伝〜山崎一門〜（2020年 - ）
  - 日本統一外伝 〜山崎一門〜（2020年6月25日）主演：山崎一門
  - 日本統一外伝 〜山崎一門2〜（2020年8月25日）主演：山崎一門
  - 日本統一外伝 〜山崎一門3〜（2022年2月25日）主演：坂口丈治（北代高士）
  - 日本統一外伝 〜山崎一門4〜（2022年4月25日）主演：中島勇気（舘昌美）・斉藤浩樹（勝矢）
  - 日本統一外伝 山崎一門5 〜横浜死闘篇〜（2022年8月25日）主演：川上章介（中澤達也）・宇垣竜次（岸田タツヤ）
  - 日本統一外伝 山崎一門6 〜神戸電撃作戦〜（2022年10月25日）主演：石沢勇将（本田広登）
  - 日本統一外伝 山崎一門7 〜小さな恋のヤマザキ〜（2023年4月25日）主演：山村義明（川﨑健太）
  - 日本統一外伝 山崎一門8 〜警視庁VS山崎一門〜（2023年6月25日）主演：翁長照邦（喜矢武豊）
  - 日本統一外伝 山崎一門9 〜世にも奇妙な山崎一門〜（2023年8月25日）主演：山崎一門
- 劇場版 山崎一門〜日本統一〜（2022年9月23日公開）[4] 主演：山崎一門
- やまざきいちもん 〜日本統一〜（2023年、楽天TV 全16話（各話5分から8分））主演：山崎一門

## CD
- シングルCD「男の貧乏くじ」（2022年9月21日、キングレコード）秋元康プロデュース[5]、オリコン最高97位
  - 作詞：秋元康[6] 作曲：中谷信行 編曲：野中“まさ”雄一
  - 『劇場版 山崎一門〜日本統一〜』主題歌

- シングルCD「KOBUSHI」（2023年5月24日、キングレコード）CD+DVD
  - 作詞：秋元康 作曲：つげ由秀 編曲：野中“まさ”雄一
  - 『連続ドラマ「日本統一 関東編」』（日本テレビ）エンディングテーマ

## MV
- 「男の貧乏くじ」MV監督：三代目侠和会若頭 氷室蓮司（本宮泰風）[7]

出演
- 北代高士
- 舘昌美
- 勝矢
- 中澤達也
- 本田広登
- 川﨑健太
- 小手山雅

スタッフ
- 監督：氷室蓮司（本宮泰風）
- エグゼクティブプロデューサー：鈴木祐介
- プロデューサー：服巻泰三
- 撮影：今井裕二
- 照明：大町昌路
- 衣裳：荒川小百合
- 編集・CG：横山一洋
- メイクアップ＆ヘア：坂口佳那恵
- プロダクションマネージャー：渋谷正一
- 助監督：山鹿孝起、坂野崇博
- 撮影助手：伊集守忠
- 照明助手：大庭稔彦
- Transportation：森尻勲
- Production Vehicle：市村優、氏家諭
- 広報：堀畑絵梨香

背番号
山崎一門がMVで着ているYAMAZAKI ICHIMON Tシャツ
- GEORGE 0（坂口丈治：北代高士）
- NAKAJIMA 3（中島勇気：舘昌美）
- SAITOH 136（斎藤浩樹：勝矢）
- KAWAKAMI 7（川上章介：中澤達也）
- ISHIZAWA 1（石沢勇将：本田広登）
- YAMAMURA 6（山村義明：川﨑健太）
- TORA 13（大成虎雄：小手山雅）

※MV未出演者のYAMAZAKI ICHIMON Tシャツの背番号
- HIMURO 5（氷室蓮司：本宮泰風）
- TAMURA 81（田村悠人：山口祥行）
- RYUJI 73（宇垣竜次：岸田タツヤ）
- 監督 辻（辻裕之監督）

※全10人の背番号ごとに意味があるが未公表である。

※『劇場版 山崎一門〜日本統一〜』の各映画館での舞台挨拶で出演者が登壇の際に自分のYAMAZAKI ICHIMON Tシャツを着ている。
- 「KOBUSHI」MV監督：三代目侠和会若頭 氷室蓮司（本宮泰風）

出演
- 北代高士
- 本田広登
- 勝矢
- 舘昌美
- 中澤達也
- 川﨑健太
- 喜矢武豊

スタッフ
- 監督：氷室蓮司（本宮泰風）
- エグゼクティブプロデューサー：鈴木祐介
- プロデューサー：服巻泰三
- 撮影：今井裕二
- 衣裳：荒川小百合
- ヘア＆メイクアップ：坂口佳那恵
- 振付師：菅谷・みにい・EIKI
- 編集＆カラーコレクション：横山一洋
- プロダクションマネージャー：山鹿考起、坂野崇博
- 助監督：山鹿孝起、坂野崇博
- 照明：鴨下修
- CA：中濱由唯、田中彩野
- スペシャルサンクス：辻瑛子
- 協力：辻裕之、横浜港シンボルタワー、KOFU101、今井撮影事務所
- 製作会社：SOLID FEATURE
- 製作：ライツキューブ

## カラオケ
- 山崎一門「男の貧乏くじ」（2022年）
  - LIVE DAM Ai[8]
  - JOY SOUND[9]
- 山崎一門「KOBUSHI」（2023年）
  - LIVE DAM Ai[10]
  - JOY SOUND[11]